# Masdevallia vexillifera
Masdevallia vexillifera är en orkidéart som beskrevs av Carlyle August Luer. Masdevallia vexillifera ingår i släktet Masdevallia och familjen orkidéer.
Artens utbredningsområde är Peru. Inga underarter finns listade i Catalogue of Life.